# (4580) Child
(4580) Child (1989 EF) – planetoida z grupy pasa głównego asteroid okrążająca Słońce w ciągu 4,29 lat w średniej odległości 2,64 j.a. Odkryta 4 marca 1989 roku.